# Ämter und Harden in Schleswig
Ämter und Harden in Schleswig waren landesherrliche Verwaltungs- und Gerichtsbezirke im Herzogtum Schleswig.

## Geschichte
Die administrativen Strukturen lassen sich ursprünglich auf die übergeordnete zentrale Verwaltung der Landesherren sowie auf die traditionellen lokalen Gemeinschaften zurückführen. Die frühneuzeitliche Verwaltung des Herzogtums Schleswig gliederte sich in vier Stufen: 
1. Die Zentralverwaltung des dänischen Königs beaufsichtigte alle Territorien der Krone. Die königlichen Machtbefugnisse gegen angestammte Privilegien durchzusetzen, war ein langfristiger Prozess und musste auch Rückschritte hinnehmen.
2. Die Befugnisse der Provinzialverwaltung erstreckten sich entweder auf das gesamte Herzogtum Schleswig oder auf beide Herzogtümer Schleswig und Holstein (und ab 1815 Lauenburg) oder nur auf Teile von Schleswig, sofern es in mehrere gleichberechtigte Fürstentümer aufgeteilt war.
3. Die Regionalverwaltung war im Herzogtum Schleswig in Ämter[3] eingeteilt, doch diese Gliederung war keineswegs flächendeckend: Adel und Geistlichkeit konnten ihre Besitztümer abseits der landesherrlichen Regionalverwaltung leiten. Ausgenommen blieben auch oktroyierte Köge und die sogenannten Landschaften. Auch Orte mit Stadtrecht standen außerhalb der Ämtergliederung. Ämter und Landschaften waren zusätzlich in Harden gegliedert; geistliche Gebiete bestanden aus Vogteien mit einem variierenden Maß an Selbständigkeit. Kirchspiele übernahmen viele Aufgaben, ihre Grenzen deckten sich jedoch häufig nicht mit den übergeordneten Einheiten.
4. Die gewachsenen Dorfstrukturen bildeten als vierte lokale Ebene die Grundlage des gesamten Systems. Dabei blieben die Grenzen der lokalen Einheiten weitgehend unverändert. Im Extremfall fiel ein Dorf so in sieben unterschiedliche Jurisdiktionen, die die örtliche Zuständigkeit besaßen.[4]

### Ämter
Die Konzeption des Amtes als ein landesherrlicher Verwaltungsbezirk hat sich im Alten Deutschen Reich entwickelt. Zunächst wurden die Ämter in Holstein und dann im 15. und 16. Jahrhundert in Schleswig eingerichtet. Im Königreich Dänemark kam es erst nach 1661/62 zur Einführung der Ämterstruktur (siehe auch Verwaltungsgliederung Dänemarks). Vom 16. bis ins 19. Jahrhundert bildeten die Ämter die wichtigsten Größen der regionalen Verwaltung.
Ihre Vorläufer waren die Lehen, die um landesherrliche Burgen herum entstanden. In früherer Zeit existierten Syssel. Sie entwickelten sich jedoch nie zu festen administrativen und rechtlichen Einheiten und können nicht als Vorstufe der Lehen angesehen werden. Die Syssel entstanden vermutlich im 9. bis 10. Jahrhundert. Sie verschwanden schon im Mittelalter wieder. Die Ursachen dafür sind nicht abschließend zu klären – die Lehen könnten die Syssel im 14. Jahrhundert verdrängt haben, weil deren militärische Funktion für den Landesherrn von großem Interesse war. Der Übergang zwischen Lehns- und Amtsstruktur erfolgte in Schleswig fließend. Bis 1850 machten die Ämter schließlich rund zwei Drittel des Herzogtums aus. Aber Kritiker wie Otto von Blome forderten bereits ihre Abschaffung und eine regionale Verwaltungsreform nach dem Vorbild der Landschaften.

### Harden
Harden (dänisch herred) waren untere Verwaltungseinheiten und Gerichtsbezirke. Sie entstanden nach Ende der Wikingerzeit und umrissen ursprünglich nur ein Siedlungsgebiet. Nach dem Waldemar-Erdbuch von 1231 war Nordfriesland in dreizehn Hundertschaften aufgeteilt, die den Namen Harde trugen. Jede Harde wurde mit 100 Bonden (Freie Bauern) gerechnet.
Mehrere Harden waren einem Amt unterstellt. Sie verloren ihre Gerichtsbarkeit im Zuge der Entflechtung von Justiz und Verwaltung erst nach Bildung der preußischen Provinz Schleswig-Holstein im Jahr 1867. An ihre Stelle traten als „Polizeidistrikte“ die Hardesvogteibezirke, neben denen auch die (meist adeligen) Gutsbezirke nach wie vor die Polizeiverwaltung ausübten. Mit Einführung der neuen Kreisordnung von 1888 wurde auch die Polizeiverwaltung vom Grundeigentum getrennt und somit die Polizeiverwaltung ganz als allein staatliche Aufgabe erkannt. An die Stelle der ziemlich umfangreichen Hardesvogteibezirke traten nun deutlich kleinere Amtsbezirke, die durchschnittlich nur noch etwa 5 Landgemeinden umfassten. Die Bezeichnung Harde lebt bis heute in den nordfriesischen Landschaftbezeichnungen wie Wiedingharde, Karrharde und Goesharde fort.

### Güterdistrikte
Im Jahr 1853 fand eine Verwaltungsreform statt, die die noch verbliebenen Güterdistrikte abschaffte. Nach der Gründung der preußischen Provinz Schleswig-Holstein im Jahr 1867 endete diese Verwaltungsstruktur.

## Auflistung

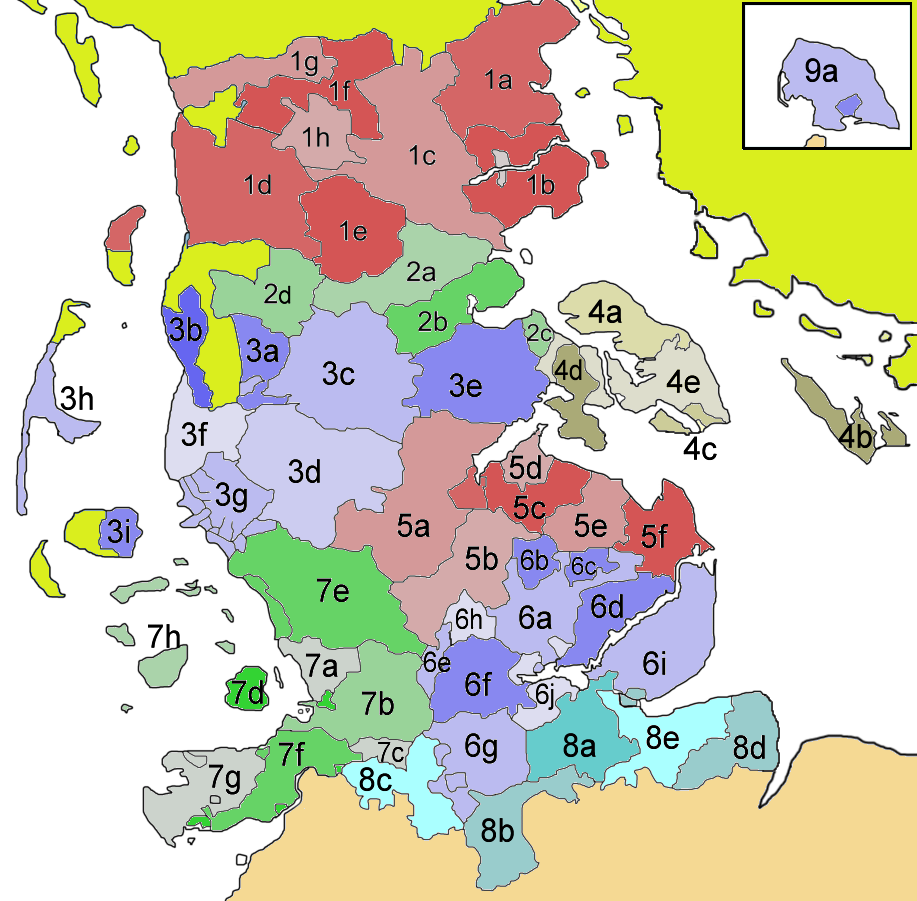
Ämter und Harden im Herzogtum Schleswig (1836), vereinfachte Darstellung.

Liste der deutschen und – kursiv – dänischen Namen entsprechend der Karte zum Stand 1836:
Amt Hadersleben Haderslev Amt
- 1a Tyrstrupharde Tyrstrup Herred
- 1b Haderslebener Harde Haderslev Herred
- 1c Grammharde Gram Herred
- 1d Hvidingharde Hviding Herred
- 1e Norderrangstrupharde Nørre Rangstrup Herred
- 1f Frösharde Frøs Herred
- 1g Kalslundharde Kalvslund Herred
- 1h Gramm und Nybel Güter Gram og Nybøl godser
- Stadt Hadersleben Købstaden Haderslev

Ämter Apenrade und Lügumkloster Aabenraa og Løgumkloster Amter
- 2a Süderrangstrupharde Sønder Rangstrup Herred
- 2b Riesharde Rise Herred
- 2c Warnitz Birk Varnæs Birk
- 2d Lügumkloster Birk Løgumkloster Birk mit Flecken Lügumkloster Løgumkloster
- Stadt Apenrade Købstaden Aabenraa

Amt Tondern Tønder Amt
- 3a Tonderharde Tønder Herred

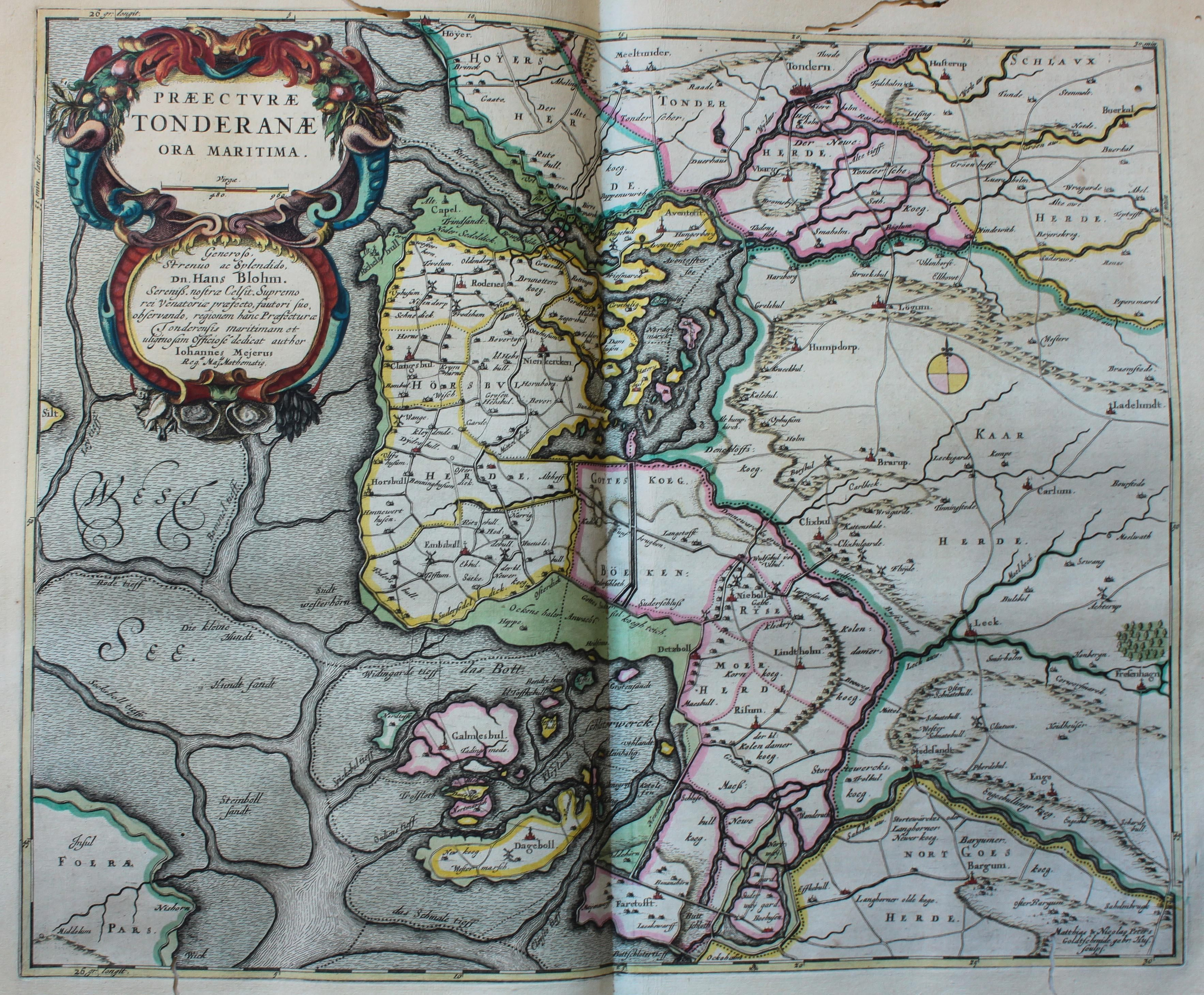
Tondern 1659

- 3b Hoyerharde Højer Herred mit Flecken Hoyer Højer
- 3c Schluxharde Slogs Herred
- 3d Karrharde Kær Herred
- 3e Lundtoftharde Lundtoft Herred
- 3f Wiedingharde Vidding Herred Wiringhiird
- 3g Bökingharde Bøking Herred Böökinghiird
- 3h Landschaft Sylt Landskabet Sild
- 3i Landschaft Osterland-Föhr Landskabet Østerland Før mit Flecken Wyk Vyk
- Stadt Tondern Købstaden Tønder

Ämter Norburg und Sonderburg Nordborg og Sønderborg Amter
- 4a Alsener Norderharde Als Nørre Herred mit Flecken Norburg Nordborg
- 4b Ærø Harde Ærø Herred mit Flecken Marstal
- 4c Alsener Süderharde Als Sønder Herred
- 4d Nübelharde Nybøl Herred
- 4e Augustenborger Güter Augustenborgske godser
- Städte Sonderburg und Ærøskøbing Købstæderne Sønderborg og Ærøskøbing

Amt Flensburg Flensborg Amt
- 5a Wiesharde Vis Herred
- 5b Uggelharde Ugle Herred
- 5c Husbyharde Husby Herred
- 5d Munkbrarupharde Munkbrarup Herred
- 5e Nieharde Ny Herred
- 5f Angelner Güterdistrikt Angler Godsdistrikt (nach 1853 Kappelner Harde Kappel Herred)
- Stadt Flensburg Købstaden Flensborg

Amt Gottorf Gottorp Amt
- 6a Struxdorfharde Strukstrup Herred
- 6b Satrupharde Satrup Herred
- 6c Mohrkirchharde Mårkær Herred
- 6d Schliesharde und Füsingharde Slis og Fysing Herred
- 6e Treiaharde Treja Herred
- 6f Arensharde Arns Herred
- 6g Kroppharde Krop Herred
- 6h Vogtei Bollingstedt Fogderiet Bollingsted
- 6i Schwansens Güterdistrikt Svansens adelige district auf der Halbinsel Schwansen (im Mittelalter Riesebyharde Risby Herred)
- 6j Johannis Klosterdistrikt Johannis Klosters Distrikt
- Angeliter Güterdistrikt Angler Godsdistrikt (nach 1853 Kappelner Harde Kappel Herred)
- Stadt Schleswig Købstaden Slesvig

Ämter Husum und Bredstedt Husum og Bredsted Amter
- 7a Norderharde Husum Nørre Herred (im Mittelalter Nordergoesharde Nørre Gøs Herred)
- 7b Süderharde Husum Sønder Herred (im Mittelalter Südergoesharde Sønder Gøs Herred)
- 7c Vogtei Schwabstedt und Rödemis Fogderiet Svavsted og Rødemis mit Flecken Schwabstedt
- 7d Landschaft Nordstrand Landskabet Nordstrand eller Øen Nordstrand
- 7e Landschaft Bredstedt Landskabet Bredsted mit Flecken Bredstedt (im Mittelalter Nordergoesharde Nørre Gøs Herred)
- 7f Landschaft Eiderstedt östlicher Teil Landskabet Ejdersted
- 7g Landschaft Eiderstedt westlicher Teil Landskabet Ejdersted
- 7h Landschaft Pellworm Landskabet Pelvorm
- Städte Husum, Tönning und Garding Købstæderne Husum, Tønning og Garding

Ämter Hütten und Stapelholm Hytten Amt og Landskabet Stapelholm
- 8a Hüttener Harde Hytten Herred
- 8b Hohner Harde (auch Sorgeharde oder Kampharde) Hohn Herred, Sorg Herred eller Kamp Herred
- 8c Landschaft Stapelholm Landskabet Stabelholm
- 8d 1. Güterdistrikt Dänischer Wohld Godsdistrikt Jernved
- 8e 2. Güterdistrikt Dänischer Wohld Godsdistrikt Jernved
- Städte Friedrichstadt und Eckernförde Købstæderne Frederiksstad og Egernførde

Amt Fehmarn Femern Amt
- 9a Landschaft Fehmarn mit Flecken Petersdorf
- Stadt Burg.